# Alergia ao trigo
Alergia ao trigo é uma alergia resultante da exposição ao trigo. Embora seja geralmente uma alergia alimentar, pode também ser uma alergia de contacto como resultado de exposição ao trigo no ambiente de trabalho. Os sintomas mais comuns incluem náuseas, urticária e atopia. A resposta alérgica mais grave é anafilaxia induzida por exercício/aspirina, atribuída a uma gliadina omega, que está relacionada com a proteína que causa doença celíaca. A sensibilidade ao glúten geralmente não é classificada como alergia ao trigo. O termo "alergia ao trigo" pode induzir em erro, uma vez que a alergia pode ter origem em qualquer um dos 27 componentes alergénicos conhecidos do trigo; por exemplo, inibidores da serina protease, gluteínas e prolaminas.